# Sparite

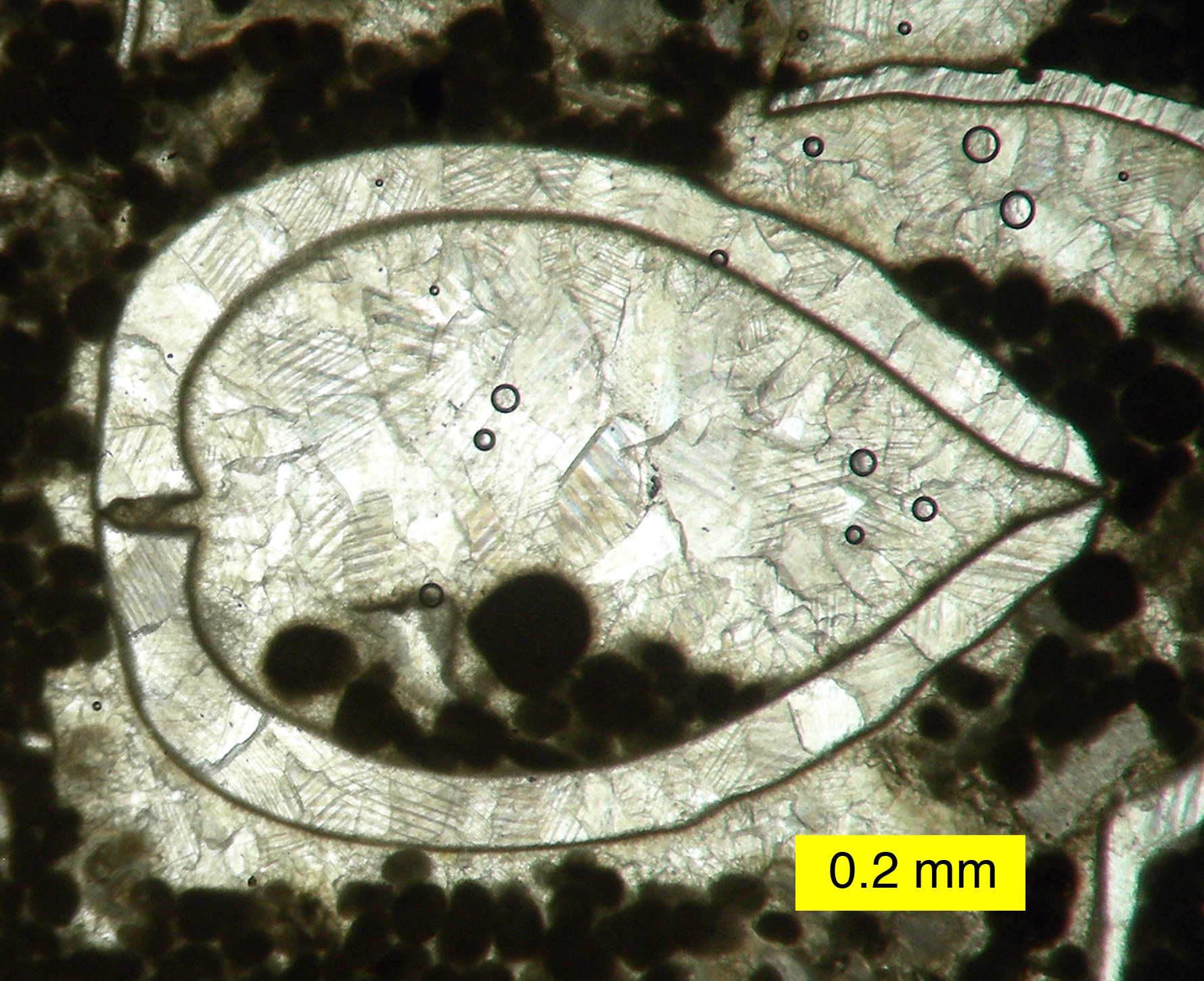
Biopelsparite

La sparite est une forme de cristaux de calcite de taille supérieure à 10 µm. Elle correspond très généralement à la précipitation ou au nourrissage par un ciment de calcite pur en milieu agité et se présente en grandes plages translucides soit formant une mosaïque soit organisées en franges autour des grains. La microsparite à cristaux de 5 à 10 µm résulte en général d'une recristallisation de micrite.
À l'œil nu ou à la loupe, la sparite se présente comme un agrégat de cristaux dont les faces brillent à la lumière : texture saccaroïde. Lorsque la sparite est un ciment de grain, elle laisse pénétrer la lumière et apparaît avec une teinte grise plus sombre que les grains, mais translucide. En lame mince, elle forme des cristaux de calcite généralement propres et bien individualisés car supérieurs à l'épaisseur de la lame mince.